# Adolf Kurrein
Adolf Kurrein (28. ledna 1846, Třebíč – 23. října 1919, Teplice
) byl rakouský rabín.

## Život
Otec Adolfa Kurreina zemřel v době, kdy mu byly dva roky, a on tak vyrůstal se sestrou Kateřinou a matkou. Poté, co získal důkladné židovské vzdělání, odešel jako patnáctiletý do Brna, kde v roce 1866 maturoval. Posléze odešel do Vídně, kde navštěvoval přednášky Adolfa Jellineka. Na univerzitě ve Vídni v roce 1871 dokončil studium filozofie, historie a matematiky. O rok později získal rabínský diplom.
Později vykonával práci rabína na různých místech: v roce 1872 v St. Pöltenu, v roce 1877 v Linci, v roce 1883 v Bielsku, kde působil jako středoškolský učitel, a v roce 1888 v Teplicích. V lednu 1877 se oženil s Jessie Loewe (1849–1934), dcerou orientalisty Louise Loeweho. S tou pak měl pět dětí, dvě z nich zahynuly později v Osvětimi. Syn Viktor Kurrein (1881–1974) se také stal rabínem v Linci, odkud pak v roce 1938 emigroval do Anglie. Pod vlivem Theodora Herzla se Adolf Kurrein ke konci života angažoval ve vznikajícím politickém sionismu. Napsal řadu článků a také přispíval do Židovské encyklopedie.

## Sbírka kázání
- Magid Mereshit (1880)
- Maggid le-Adam (1882)

## Další publikace (výběr)
- Die Frau im Jüdischen Volke, 1885
- Die Sociale Frage im Judenthume, 1890
- Die Pflichten des Besitzes, 1892
- Der Friede, 1892